# 哥本哈根法院大廈
哥本哈根法院大廈（丹麥語：Københavns Domhus）是位於丹麥哥本哈根的一座歷史建築。大廈修建之初是市政府和法院的辦公建築。現在哥本哈根法院大廈是哥本哈根地區法院的辦公樓。法院大廈修建於1815年，設計者是克里斯蒂安·弗雷德里克·漢森，是一座新古典主義建築 。